# 26 décembre 1988
Le lundi 26 décembre 1988 est le 361e jour de l'année 1988.

## Naissances
- Alex Darlington, joueur de football britannique
- Arisa Noto, idole japonaise, chanteuse de J-pop
- Neuciano Gusmão, joueur de football brésilien
- Etien Velikonja, joueur de football slovène
- Guy Edi, joueur de basket-ball français
- Kayo Satoh, mannequin japonaise
- Lucas Deaux, joueur de football français
- Marco Canola, coureur cycliste italien
- Mariaesthela Vilera, cycliste vénézuélienne
- Shiho Ogawa, joueuse de football japonaise
- Wang Meiyin, coureur cycliste chinois

## Décès
- Ange-Marie Miniconi (né le 5 juin 1911), résistant français
- Herluf Bidstrup (né le 10 septembre 1912), caricaturiste, illustrateur et affichiste danois
- John Loder (né le 3 janvier 1898), acteur britannique
- Julanne Johnston (née le 1 mai 1900), actrice américaine
- Kinzō Shin (né le 9 juillet 1910), acteur japonais
- Otto Zdansky (né le 28 novembre 1894), paléontologue autrichien
- Pablo Sorozábal (né le 18 septembre 1897), compositeur et chef d'orchestre

## Événements
- Sortie du film franco-polonais Les Tribulations de Balthasar Kober